# Mollow-Kaphantaris-Abkommen

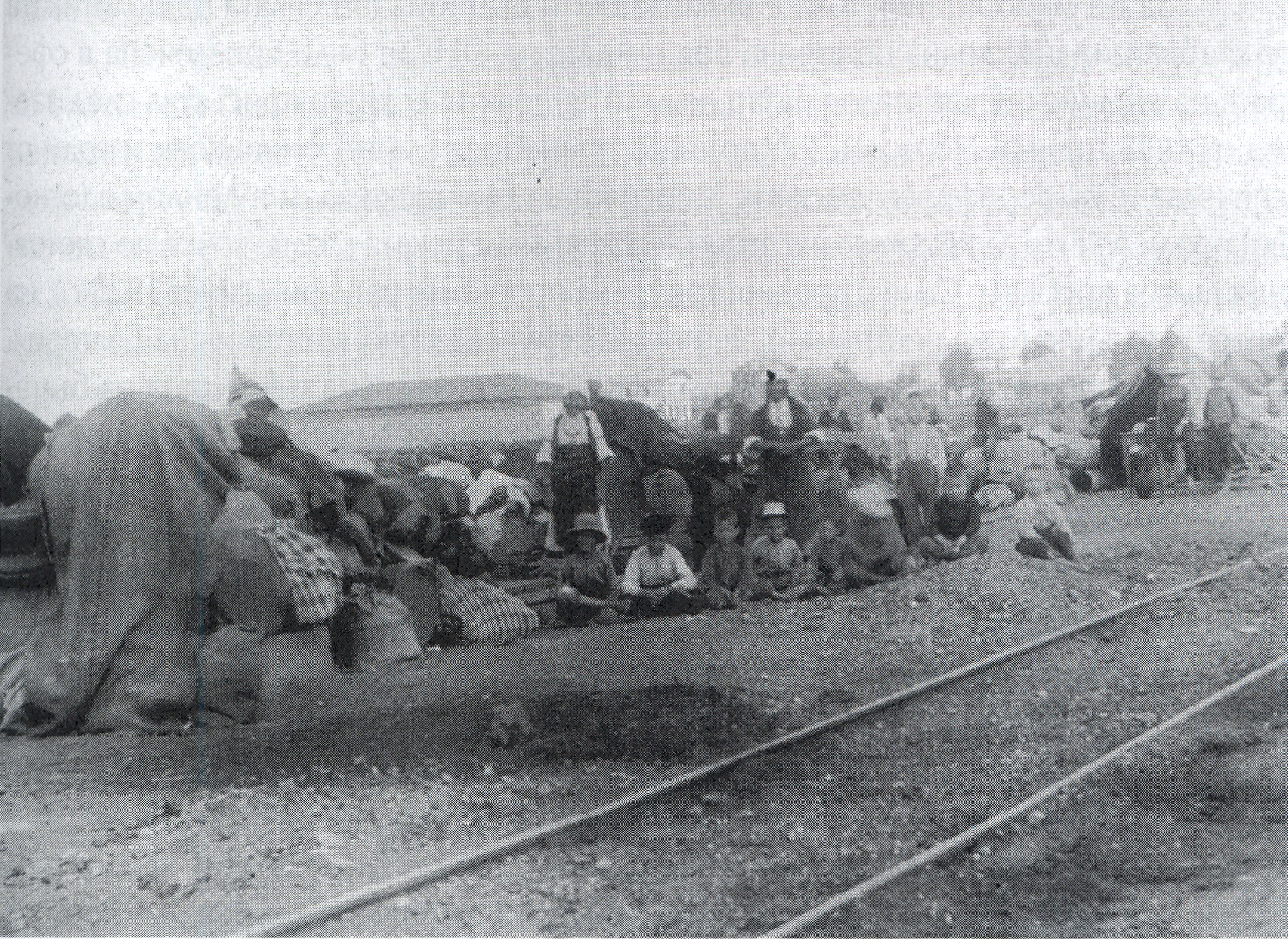
Bulgarische Flüchtlinge aus Westthrakien 1923 am Bahnhof von Svilengrad

Das Mollow-Kaphantaris-Abkommen (auch Mollov-Kafandaris transkribiert, bulgarisch Спогодба Моллов-Кафандарис Spogodba Mollow-Kafandaris) war ein am 9. Dezember 1927 abgeschlossenes Abkommen zwischen Bulgarien und Griechenland. Das Abkommen wurde vom Völkerbund am 12. Januar 1928 als rechtskräftig bestätigt.
Das Abkommen trägt den Namen der zwei Finanzminister Wladimir Mollow (Bulgarien) und  Georgios Kaphantaris (Griechenland) und regelte die finanzielle Seite der hinterlassenen Immobilien und des sonstigen Vermögens der vertriebenen Bulgaren (→ Thrakische Bulgaren und Makedonische Bulgaren) in Griechenland sowie der Griechen in Bulgarien nach dem Ersten Weltkrieg und der Bevölkerungsaustauschkonvention zwischen beiden Ländern von 1919. 
Das Abkommen erwies sich als notwendig, da die Konvention zum Bevölkerungsaustausch, insbesondere deren Regelungen zu Entschädigungen und Reparationszahlungen, festgelegt im Vertrag von Neuilly-sur-Seine, nicht umgesetzt wurde. Erst mit dem Mollow-Kaphantaris-Abkommen wurde der größere Teil der bulgarischen Bevölkerung Griechenlands „ausgesiedelt“ und an ihre Stelle Griechen aus Bulgarien, Kleinasien (etwa Pontos-Griechen), von der Krim und aus dem Kaukasus „angesiedelt“.
Eine Kommission sollte nach dem Abkommen den Besitz auf beiden Seiten feststellen. Als Folge des Mollow-Kaphantaris-Abkommens, verpflichtete sich Griechenland 1.050.000 Lewa an die bulgarischen Vertrieben zu zahlen. Um die Zahlungen an die Flüchtlinge zu beschleunigen, nahm das mit Flüchtlingen aus den Kriegen (Balkankriege und Weltkrieg) überfüllte Bulgarien Anfang 1928 mit Vermittlung des Völkerbunds einen Kredit im Wert von 2,4 Millionen Pfund und 4,5 Millionen US-Dollar auf.
Die Flüchtlinge und Vertriebenen sollten bis 1956 entschädigt werden.